# Närkes lagsaga
Närkes lagsaga var en lagsaga som omfattade Närke, och tidvis hela Värmland och även delar som kom att tillhöra Västmanland, och dessas härader.  Lagsagan finns dokumenterad från 1270-talet och den ursprungliga lagen som användes var Närkeslagen. 1617 överördes Nora(skoga) socken till Västmanlands och Dalarnas lagsaga. Mellan 1570 och 1639 ingick Sundbo härad i Östergötlands lagsaga.
1718–1719 benämndes lagsagan Örebro läns lagsaga. 1817 tillfördes Karlskoga härad från Värmlands lagsaga. 1827 tillfördes så resten av Värmlands lagsaga och denna gemensamma lagsaga fick då namnet Närkes och Värmlands lagsaga. Lagsagan avskaffades samtidigt med övriga lagsagor 31 december 1849.

## Lagmän
- 1272–1279 Filip Törnesson (Hjorthorn)
- 1282–1288 Knut Matsson (Lejonbjälke)
- 1300 Sune lagman (fisk)
- 1303–1305 Leonard Ödesson (Örnfot)
- 1319–1328 Nils Björnsson (Färla)
- 1330–1343 Ulf Gudmarsson (Ulvåsaätten)
- 1348–1365 Karl Ulfsson till Ulvåsa
- 1384 Birger Ulfsson
- 1390–1397 Karl Karlsson (Ulvåsaätten)
- 1410–1450 Bengt Stensson (Natt och Dag)
- 1451–1469 Magnus Bengtsson (Natt och Dag)
- 1476–1490 Hans Åkesson (Tott)
- 1495–1515 Erik Trolle
- 1519 Bengt Pedersson Gylta
- 1520 Holger Karlsson (Gera)
- 1523–1524 Ture Bengtsson (Hård)
- 1525–1554 Lars Siggesson (Sparre)
- 1555–1559 Hans Claesson (Bielkenstierna)
- 1559–1576 Clas Åkesson (Tott)
- 1576–1579 Knut Knutsson (Lillie)
- 1579–1595 Carl Sture (Natt och Dag)
- 1595–1607 Mauritz Stensson Leijonhufvud
- 1611–1618 Abraham Leijonhufvud
- 1621–1655 Åke Axelsson (Natt och Dag)
- 1659–1666 Gustaf Evertsson Horn
- 1666–1690 Knut Kurck
- 1690 Jonas Schönberg
- 1690–1704 Johan Nohlanvähr
- 1704–1711 Germund Cederhielm den yngre
- 1711–1712 Jonas Cedercreutz
- 1710–1714 Gabriel Stierncrona
- 1714–1720 Gustaf Funck
- 1720–1721 Lars Stierneld
- 1721–1725 Johan Enanderhielm
- 1725–1737 Gustaf Fredrik Rothlieb
- 1737–1747 Fredrik Gyllenborg
- 1747–1750 Johan Råfelt
- 1750–1759 Göran Gyllenstierna
- 1759–1767 Claes Jakob Gyllenadler
- 1767–1800 Jakob Ludvig von Schantz
- 1801 Erik Wilhelm Strandberg
- 1801–1805 Lars Fredrik Dahlson
- 1805–1820 Lars Niclas Henschen

Närkes och Värmlands lagsaga
- 1827–1837 Carl af Georgii
- 1837–1848 Fredrik Ulrik Ridderstolpe